# 蕭韓家奴 (括寧)
蕭韓家奴（?—?），字括宁，奚人，辽国将领。奚部酋长渤鲁恩之后。 
萧韩家奴孝顺友爱。太平年间，补祗候郎君，官至敦睦宫使。伐西夏，为左翼都监，历任北面林牙、南院副部署，辽兴宗赐给他玉带，改任奚六部大王，治民有好名声。辽道宗清宁初年，封韩国公，历任南京统军使、北院宣徽使，封兰陵郡王。清宁九年（1063年），辽道宗在太子山打猎，他听说耶律重元叛乱，到行在。辽道宗想要到北、南大王院避难，他和耶律仁先劝阻。第二天，耶律重元想要利用奚猎夫。韩家奴劝阻奚猎夫犯驾，以功转任殿前都点检，封荆王，赐资忠保义奉国竭贞平乱功臣。调同知南院枢密使事。咸雍二年（1066年），转任西南面招讨使。咸雍八年（1072年）十一月，转任左夷离毕事。大康三年（1077年），以东北路统军使加尚父，改为吴王，赐白海东青鹘。皇太子耶律濬被耶律乙辛诬害，在上京被幽禁，他上书表明耶律濬之冤。大康四年（1078年），再任西南面招讨使，例削一字王爵，改封兰陵王。不久去世。其子萧杨九，官至右祗候郎君班详稳，赠同中书门下平章事。